# Familjen Bridgerton: Drottning Charlotte
Familjen Bridgerton: Drottning Charlotte (engelska: Queen Charlotte: A Bridgerton Story) är en kommande amerikansk dramaserie från 2023 som hade premiär på strömningstjänsten Netflix den 4 maj 2023. Serien har regisserats av Tom Verica och Shonda Rhimes har svarat för manus. Första säsong består av åtta avsnitt.

## Handling
Kronologiskt utspelar sig Familjen Bridgerton: Drottning Charlotte före TV-serien Familjen Bridgerton. Serien kretsar kring unga drottning Charlottes väg mot ära, makt och berömmelse.

## Roller i urval
- Golda Rosheuvel – drottning Charlotte
  - India Amarteifio – unga drottning Charlotte
- Adjoa Andoh – lady Danbury
- Ruth Gemmell – Violet Ledger
- Hugh Sachs – Brimsley
- Michelle Fairley – prinsessan Augusta